# Suwit Khunkitti
Suwit Khunkitti es un político tailandés, vice primer ministro y ministro de Industria en el gobierno de Samak Sundaravej y líder del partido Por la Tierra Natal.
Licienciado en Ciencias Químicas por la Universidad de Kentucky, Estados Unidos, fue diputado en la provincia de Khon Kaen de 1983 a 1996, Ministro de Justicia de 1992 a 1996, viceministro y, después, ministro de Agricultura (1995 y 1996), vice primer ministro en 2001, ministro de Educación en 2002 y ministro de Recursos Naturales y Medioambiente en 2004, en los gobiernos de Thaksin Shinawatra. En 2008 es vice primer ministro y ministro de Industria.